# 가스트로딘
가스트로딘(영어: gastrodin)은 가스트로디게닌의 글루코사이드인 화합물이다. 가스트로딘은 천마(Gastrodia elata)와 갈레올라 파베리(Galeola faberi)의 뿌리줄기에서 분리되었다. 또한 가스트로딘은 독말풀(Datura stramonium)의 세포 배양에 의한 4-하이드록시벤즈알데하이드의 생체변환에 의해 생성될 수 있다.
천마는 중의학에서 두통을 치료하기 위해 사용하는 약초이며, 중국 약전에서는 가스트로딘과 가스트로디게닌의 함량으로 표준화되어 있다. 이러한 전통적인 사용에 따라 가스트로딘과 그 아세틸 유도체는 중국에서 신경쇠약, 두통, 편두통을 치료하는 일반의약품으로 사용된다. 가스트로딘은 다른 국가에서 식이 보충제로 사용된다.
중국 문헌 조사에서는 대부분 중국 연구에서 나온 근거를 들어 다양한 중추신경계 장애에 유용하다고 보고 있다.

## 같이 보기
- 천마
- 가스트로디게닌